# Gibson Guitar Corporation
De Gibson Guitar Corporation is een Amerikaanse firma die onder meer gitaren bouwt. Ze specialiseert zich niet in een bepaald type (zoals de gitaarbouwer Martin die zich toelegt op de bouw van akoestische gitaren), maar biedt alle categorieën aan.
Kenmerkend voor de Gibson-gitaren is het gebruik van zogenaamde dubbelspoel-elementen (oftewel humbuckers), en dan in het speciaal de PAF humbucker die ervoor zorgen dat deze gitaren een relatief vol en 'warm' geluid geven. Een ander voordeel is dat deze spoelen magnetische stoorvelden elimineren. Op een aantal modellen gebruikt Gibson P-90 elementen. Dit zijn enkelspoels-elementen die een stuk steviger en rauwer klinken dan de gemiddelde enkelspoeler. Dé grote concurrent van Gibson, Fender, gebruikt voornamelijk enkelspoel-elementen (beter bekend als single coil elementen).

## Geschiedenis
Orville H. Gibson (geboren in 1856 te Chateaugay, New York) verhuisde in 1881 naar Kalamazoo en werkte daar als schoenmaker. Maar door zijn grote liefde voor houtbewerking en muziek begon hij de bouw van gitaren en mandolines te onderzoeken. Voor zijn eerste mandolines en gitaren, die uitkwamen in 1894, gebruikte hij ideeën uit de vioolbouw, en ook nieuwe ideeën.
Omdat er meer vraag was dan hij had verwacht, was Orville genoodzaakt een bedrijf op te starten dat zijn instrumenten zou maken. Zo ontstond op 10 oktober 1902 "Gibson Mandolin - Guitar Co., Ltd".
In 1919, een jaar na de dood van Orville, kwam Lloyd Loar, mandolinist en akoestisch ingenieur, voor Gibson werken. Hij verfijnde de originele ontwerpen van Orville en bracht de eerste gefrette instrumenten met f-gaten uit: de F-5-mandoline en de L-5-gitaar.
In 1924 ontwierp Loar een prototype voor een elektrische bas, maar omdat dit ontwerp niet werd aanvaard door het management van Gibson, nam hij nog datzelfde jaar ontslag.
Van 1933 tot 1942 werd een reeks gitaren geproduceerd onder de naam Kalamazoo Guitar (KG); Van 1965 tot 1970 werd de naam Gibson Kalamazoo gebruikt voor een serie bas- en elektrische gitaren.
In de catalogus van 1937 stond er voor het eerst een elektrische gitaar, de ES-150 (Electric Spanish).

### Bijna failliet
Eind 2018 stevende Gibson op een faillissement af en moest het bedrijf uitstel van betaling aanvragen. Er waren meerdere problemen bij het bedrijf. Er werd al ruim een decennium geklaagd over de inconsistente kwaliteit van Gibson gitaren. De duurdere Gibsons werden verkocht voor prijzen waarvoor ook exclusieve handgebouwde gitaren uit kleine ateliers te krijgen waren maar de afwerking liet voor dat prijssegment te wensen over. Ook liepen een aantal dochterondernemingen niet goed. Kwaliteitsmerken uit de jaren 1980 werden gebruikt voor goedkoop geproduceerde gitaren uit China die niet aansloegen en vaak stilistisch niet bij de betreffende merknaam pasten.
In oktober 2018 werd de toenmalige directeur van Levi's James Curleigh als nieuwe directeur aangetrokken. Onder Curleighs leiding begon Gibson in 2019 weer traditionele gitaren zonder extra’s als robotisch gestuurde stemmechanieken te produceren, die weer aan de verwachtingen van de gitarist moeten voldoen. Ook werden de prijzen van die nieuwe lijn flink omlaag gebracht naar een normaal prijsniveau voor hi-end productiegitaren. Gibson verspeelde in die periode wel een deel van zijn reputatie door een agressieve campagne tegen andere merken te beginnen. Zo werd fabrikant Dean aangeklaagd omdat zij (al tientallen jaren) een V-vormige gitaar produceren en Gibson meende daarop een patent te hebben. Gibson kondigde meer van dat soort rechtszaken aan wat ze op veel kritiek kwam te staan.

## Les Paul-model
Gitarist Les Paul experimenteerde in de werkplaats van Epiphone om een nieuwe massieve gitaar te ontwerpen. Toen hij iets had klopte hij met zijn ontwerp bij Gibson aan, dat zijn ontwerp in eerste instantie verwierp als waardeloos. In 1950 kwam Gibson echter terug op dat besluit: Les Paul en Gibson sloten een contract. Na zo'n 60 prototypen werd in 1952 de eerste Gibson Les Paul in productie genomen. In het begin wilde Gibson Pauls naam niet vermelden op de gitaren, maar Gibson kwam ook van deze beslissing terug. De nieuwe gitaar met toegevoegde merknaam werd een succes.
Les Paul wilde zijn gitaren een lange klankduur (sustain) meegeven en daarom waren de gitaren relatief zwaar en gemaakt van mahoniehout.

## Types Gibson-gitaren

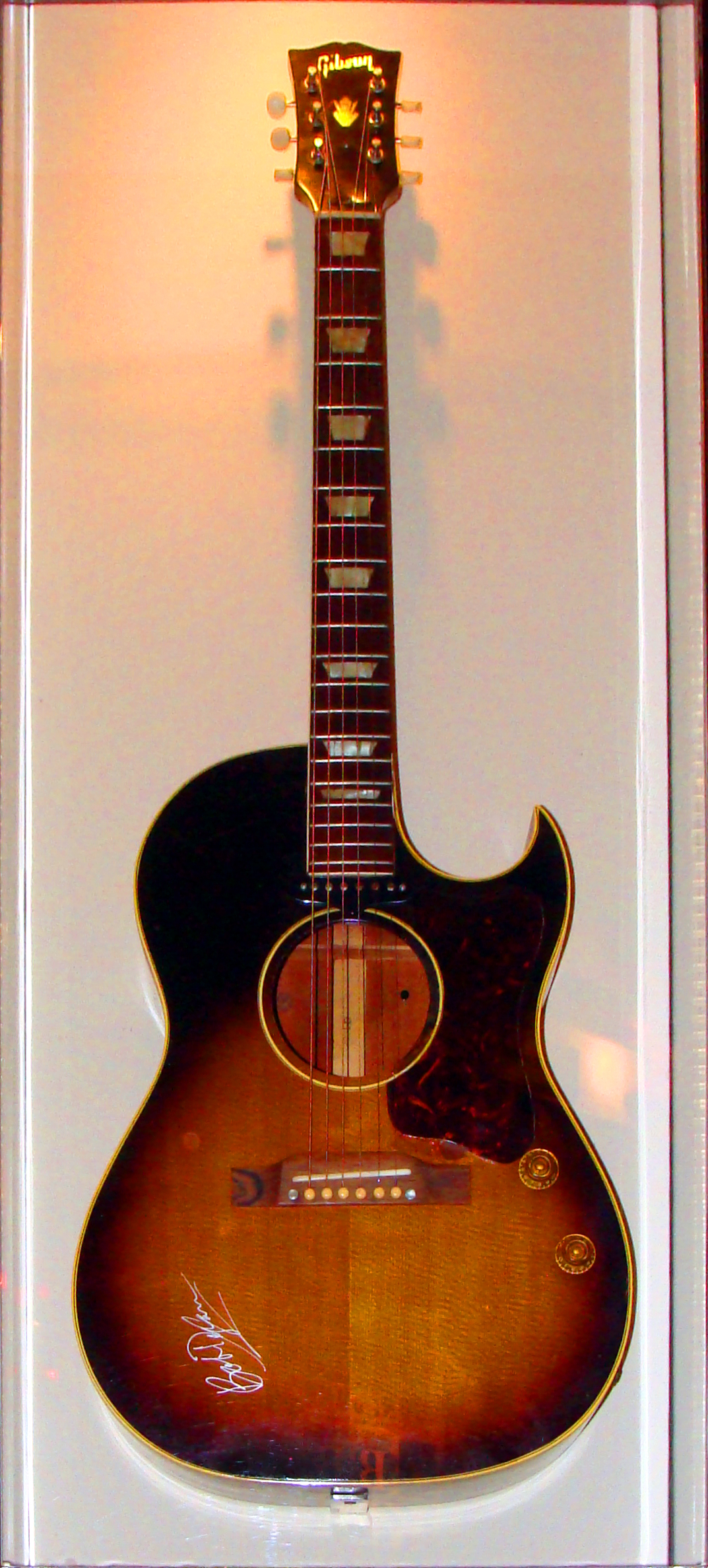
Gibson CF-100E met handtekening van Bob Dylan.

- Les Paul-modellen - bekend geworden door onder anderen Les Paul, Keith Richards (The Rolling Stones), Joe Perry (Aerosmith), Jimmy Page (Led Zeppelin), Mark Knopfler, Bob Marley, Slash (Velvet Revolver, Guns N' Roses), Eric Clapton, Neil Young, The Edge (U2), Peter Green...
- Les Paul Junior - Dit is een Gibson Les Paul met alleen een brug pick-up en een platte body. Hij is onder andere bekend geworden door Billie Joe Armstrong.
- Melody maker- gelijkaardig aan de junior maar dan aan een zeer lage prijs. Voorheen model met twee pick-ups maar momenteel geproduceerd met een pick-up. Onder andere bespeeld door Joan Jett.
- ES-modellen (Electric Spanish, thin-line semi-akoestische gitaren zowel hollow-body als semi hollow-body modellen) - onder meer bekend geworden door Chuck Berry, B.B.King en vele andere bluesartiesten: ES 325, ES 330, ES 335, ES 340, ES 345, ES 347, ES 355, ES 369 etc. Van deze serie bestond ook een basuitvoering, de EB-2.
- Gibson SG - Onder meer bekend geworden als de gitaar van Angus Young (AC/DC), Frank Zappa, Pete Townshend, Robby Krieger en Jack Black (deze gitaar is ook te zien in de film School of Rock). Dit model is ook als basgitaar gemaakt (de EB-0 en EB-3) en genoot eind jaren zestig enige populariteit (onder anderen Jack Bruce van de Cream en Andy Fraser van Free). Begin 21e eeuw is er van dit model bas een re-issue uitgebracht onder de naam SG Bass. De SG werd geïntroduceerd in 1960 als vervolg van de Les Paul-serie, maar na enkele jaren verdween de aanduiding Les Paul van deze gitaren. Sinds de herintroductie van de Les Paul in 1968 bestaan beide lijnen naast elkaar. De bekendste modellen zijn de SG Standard, de SG Special en de SG Custom.
- EDS 1275 - eigenlijk een SG-model met twee halzen, de ene met zes snaren, de ander met 12 snaren, bekend geworden door Jimmy Page die deze gitaar gebruikte bij liveoptredens voor Stairway to Heaven
- Explorer: een gitaar waarvan de body lijkt op een soort Z-vorm, deze serie werd samen met de Flying V in de future klasse gedaan. Deze gitaar is bekend geworden dankzij The Edge van U2 en Metallica zanger James Hetfield die deze na zijn Flying V in gebruik nam. Geïntroduceerd in 1958.
- Flying V - een gitaar waarvan de body een V-vorm heeft. Kortstondig populair bij diverse hardrockbands, onder meer bij UFO, Michael Schenker, James Hetfield, Kirk Hammett, en Jack Black (ook deze gitaar is te zien in de film "School of Rock"). Ook Albert King en Jimi Hendrix worden met deze gitaar geassocieerd. De Flying V werd geïntroduceerd in 1958.
- Hele series elektrische gitaren met een relatief dunne, holle klankkast: de zogeheten hollowbodygitaren, die vooral populair zijn onder jazzgitaristen. Voorbeelden zijn de Citation, de Johnny Smith, de Byrdland, de ES-175(bespeeld door Shifty-Foo Fighters) en de ES-295.
- Firebird - Heeft qua uiterlijk een beetje weg van de Explorer, maar heeft wat rondere vormen. Bekende gitaristen die op een Firebird spelen/speelden zijn onder anderen Johnny Winter en Paul Stanley van (Kiss) en Dave Grohl. Eric Clapton bespeelde een Firebird tijdens het afscheidsconcert van Cream in 1968. Er is ook een basgitaar versie van de Firebird, maar dan onder de naam "Thunderbird". Bekende Thunderbird bassisten zijn Tom Hamilton van Aerosmith, en Pete Way van UFO. Geïntroduceerd in 1963.
- Een minder bekend model is de RD-serie, geproduceerd van 1977-1979. Een kruising tussen Les Paul, Explorer en Firebird modellen. De gitaar-elektronica van de RD Artist werd ontwikkeld in samenwerking met Moog en later ook in andere types gebruikt (Les Paul Artist, Es 335 Artist). Later is er nog een re-issue serie uitgebracht.
- Robot Guitar - De eerste zelfstemmende gitaar, ook het onthouden van bepaalde stemming is mogelijk. Gitaar wordt in beperkte oplage gemaakt.[1]
- The Paul - Ook een minder bekend model is de "The Paul", een budgetversie van de Les Paul die in 1978 werd geïntroduceerd. De eerste versies werden gebouwd van Walnotenhout en misten het voor de Les Paul karakteristieke 'buikje'. Het silhouet en de bouw doen sterk denken aan een Les Paul Special, maar is uitgevoerd met afgeschuinde randen aan een zijde (zoals op de SG) en twee open humbuckers. De "The Paul" werd niet gelakt, maar in de olie gezet. Hierdoor kreeg dit model flauwe bijnamen zoals: De Beukenboom en De Walnoot. In diezelfde lijn bracht Gibson in deze periode ook de "The SG" op de markt.
- De J modellen. Akoestische flattopgitaren als de J-45, J-100, J-150, J180 en de J-200.
- Super 400 en super 400 ces. Een grote archtopgitaar de super 400 ces is uitgerust met 2 paf humbuckers wordt sinds de jaren 30 gebouwd. De super 400 is vooral geliefd in de jazz en blues.
- Gibson L5, Archtop met die sinds de jaren 30 met of zonder (scherpe of ronde) positieholte wordt gebouwd. Dit is een van de bekendste jazzgitaren.

## Epiphone
In 1957 nam Gibson de firma Epiphone uit New York over (hoewel de productie rond die tijd na een arbeidsconflict inmiddels plaatsvond in Philadelphia). Geleidelijk werd de productie van Epiphone gitaren door Gibson naar Kalamazoo verplaatst, zodat er tussen de Gibson en Epiphone gitaren uit de jaren 60 nauwelijks verschil is. Zo heeft de Epiphone Casino (bekend van onder andere The Beatles) dezelfde specificaties als de Gibson ES 330. Alleen aan de specifieke, smalle Epiphone kop was de Casino te herkennen.
Een van de typische Epiphone onderdelen die Gibson in zijn eigen instrumenten integreerde is de mini-humbucker. Dit gitaarelement - dat oorspronkelijk op Epiphone gitaren als de Broadway en de Riviera zat - werd later gebruikt voor onder andere de Gibson Les Paul Deluxe (1969-heden) en de Gibson SG Special (jaren 70).
Vanaf 1971 is de productie van Epiphone naar Azië overgebracht. Aanvankelijk Japan, later Korea en ten slotte China en Indonesië. Sinds begin jaren 90 van de 20e eeuw werden met name kopieën van Gibson gitaren onder de naam Epiphone verkocht. Incidenteel zijn er in de VS en Japan gefabriceerde Epiphones op de markt gebracht. Voorbeelden zijn de Amerikaanse Epiphone Spirit en Special in de jaren 80 en de Japanse Elitist versies van de Casino.

## Overige instrumenten
Naast gitaren en mandolines heeft Gibson luiten, mandola's en violen gebouwd.
Na de Eerste Wereldoorlog legde men zich, omwille van de gewijzigde vraag naar muziek, toe op de bouw van banjo's. In de jaren 60, 70 en 80 werden versterkers op de markt gebracht onder de naam Gibson.

## Artiesten
- Billie Joe Armstrong (Green Day)
- Tom Delonge (Blink 182)
- Jeff Beck (The Yardbirds)
- Chuck Berry
- Dexter Holland (The Offspring)
- Joe Bonamassa
- Eric Clapton (The Yardbirds, John Mayall's Bluesbreakers, Cream)
- Bob Dylan
- The Edge (U2)
- John Entwistle (The Who)
- Ace Frehley (ex-KISS)
- Noel Gallagher (Oasis)
- Billy Gibbons (ZZ Top)
- Dave Grohl (Foo Fighters)
- George Harrison
- Tony James (Generation X, Sigue Sigue Sputnik)
- John Norum (Europe)
- Kirk Hammett, James Hetfield (Metallica)
- Tony Iommi (Black Sabbath)
- Robert Johnson
- Adam Jones (Tool)
- Tom Kaulitz (Tokio Hotel)
- B. B. King
- Robby Krieger (The Doors)
- Paul Landers (Rammstein)
- John Lennon
- Paul McCartney
- Gary Moore (ex-Thin Lizzy)
- Jimmy Page (The Yardbirds, Led Zeppelin)
- Les Paul
- Joe Perry (Aerosmith)
- Michael Poulsen, Volbeat
- Keith Richards (The Rolling Stones)
- Carlos Santana
- Slash (Guns N' Roses, Velvet Revolver)
- Zakk Wylde (Ozzy Osbourne, Black Label Society)
- Angus Young (AC/DC)
- Frank Zappa
- James Lynch (Dropkick Murphys)
- Jason White (green day)

## Trivia
- Een veel voorkomend probleem met Gibson gitaren is het afbreken van de kop. Doordat deze schuin achterwaarts steekt zit er een dunne plek in de overgang van de hals in de kop. Dit, gecombineerd met de spanning van de snaren kan de kop bij een flinke klap doen afbreken of scheuren. Een goede luthier kan deze schade meestal repareren. Veel andere merken brengen een versteviging aan bij de overgang naar een achterwaartse gitaarkop.